# Racing Club Baho XIII
 (août 2025).
Maillots
Actualités
Le RC Baho XIII est un club de rugby à XIII français fondé le 7 juillet 2008. Il est situé à Baho dans le département des Pyrénées-Orientales. L'équipe première du club évolue dans le championnat de France de rugby à XIII de deuxième division : l'Élite 2.
En 2023, il est annoncé la mise en sommeil du club. Néanmoins une partie de ses dirigeants et joueurs rejoint une nouveau club Les « Falcons de Toulouges-Baho ». 

## Palmarès
| Championnat de France              | Coupe de France                     | Championnat de France de deuxième division                                      | Championnat de France de troisième division |
| ---------------------------------- | ----------------------------------- | ------------------------------------------------------------------------------- | ------------------------------------------- |
| - Champion (0) : - Finaliste (0) : | - Vainqueur (0) : - Finaliste (0) : | - Vainqueur (2) :2014 et 2019. - Finaliste (5) : 2009, 2011, 2013, 2017 et 2022 | - Vainqueur (1) : 1986.                     |

## Bilan du club toutes saisons et toutes compétitions confondues
| Année                                      | Année                                      | Saison régulière                                                                 | Saison régulière                                                                 | Saison régulière                                                                 | Saison régulière                                                                 | Saison régulière                                                                 | Saison régulière                                                                 | Saison régulière                                                                 | Saison régulière                                                                 | Phase finale                                                                     | Phase finale                                                                     | Phase finale                                                                     | Phase finale                                                                     | Phase finale                                                                     | Phase finale                                                                     | Phase finale                                                                     | Coupe              |
| Année                                      | Année                                      | Class.                                                                           | Points                                                                           | MJ                                                                               | V.                                                                               | N.                                                                               | D.                                                                               | Pp.                                                                              | Pc.                                                                              | Perf.                                                                            | MJ                                                                               | V.                                                                               | N.                                                                               | D.                                                                               | Pp.                                                                              | Pc.                                                                              | Performance        |
| Championnat de France de deuxième division | Championnat de France de deuxième division | Championnat de France de deuxième division                                       | Championnat de France de deuxième division                                       | Championnat de France de deuxième division                                       | Championnat de France de deuxième division                                       | Championnat de France de deuxième division                                       | Championnat de France de deuxième division                                       | Championnat de France de deuxième division                                       | Championnat de France de deuxième division                                       | Championnat de France de deuxième division                                       | Championnat de France de deuxième division                                       | Championnat de France de deuxième division                                       | Championnat de France de deuxième division                                       | Championnat de France de deuxième division                                       | Championnat de France de deuxième division                                       | Championnat de France de deuxième division                                       | Coupe de France    |
| 2018                                       | 2018                                       | 2e                                                                               | 47                                                                               | 18                                                                               | 15                                                                               | 0                                                                                | 3                                                                                | 706                                                                              | 395                                                                              | Demi-finale                                                                      | 1                                                                                | 0                                                                                | 0                                                                                | 1                                                                                | 6                                                                                | 41                                                                               | Seizième de finale |
| 2019                                       | 2019                                       | 1er                                                                              | 60                                                                               | 22                                                                               | 19                                                                               | 0                                                                                | 3                                                                                | 967                                                                              | 372                                                                              | Champion                                                                         | 0                                                                                | 0                                                                                | 0                                                                                | 0                                                                                | 0                                                                                | 0                                                                                | Seizième de finale |
| 2020                                       | 2020                                       | Éditions annulées et titres non décernés en raison de la pandémie de coronavirus | Éditions annulées et titres non décernés en raison de la pandémie de coronavirus | Éditions annulées et titres non décernés en raison de la pandémie de coronavirus | Éditions annulées et titres non décernés en raison de la pandémie de coronavirus | Éditions annulées et titres non décernés en raison de la pandémie de coronavirus | Éditions annulées et titres non décernés en raison de la pandémie de coronavirus | Éditions annulées et titres non décernés en raison de la pandémie de coronavirus | Éditions annulées et titres non décernés en raison de la pandémie de coronavirus | Éditions annulées et titres non décernés en raison de la pandémie de coronavirus | Éditions annulées et titres non décernés en raison de la pandémie de coronavirus | Éditions annulées et titres non décernés en raison de la pandémie de coronavirus | Éditions annulées et titres non décernés en raison de la pandémie de coronavirus | Éditions annulées et titres non décernés en raison de la pandémie de coronavirus | Éditions annulées et titres non décernés en raison de la pandémie de coronavirus | Éditions annulées et titres non décernés en raison de la pandémie de coronavirus | Seizième de finale |
| 2021                                       | 2021                                       | Éditions annulées et titres non décernés en raison de la pandémie de coronavirus | Éditions annulées et titres non décernés en raison de la pandémie de coronavirus | Éditions annulées et titres non décernés en raison de la pandémie de coronavirus | Éditions annulées et titres non décernés en raison de la pandémie de coronavirus | Éditions annulées et titres non décernés en raison de la pandémie de coronavirus | Éditions annulées et titres non décernés en raison de la pandémie de coronavirus | Éditions annulées et titres non décernés en raison de la pandémie de coronavirus | Éditions annulées et titres non décernés en raison de la pandémie de coronavirus | Éditions annulées et titres non décernés en raison de la pandémie de coronavirus | Éditions annulées et titres non décernés en raison de la pandémie de coronavirus | Éditions annulées et titres non décernés en raison de la pandémie de coronavirus | Éditions annulées et titres non décernés en raison de la pandémie de coronavirus | Éditions annulées et titres non décernés en raison de la pandémie de coronavirus | Éditions annulées et titres non décernés en raison de la pandémie de coronavirus | Éditions annulées et titres non décernés en raison de la pandémie de coronavirus | Annulé             |
| 2022                                       | 2022                                       | 2e                                                                               | 43                                                                               | 18                                                                               | 13                                                                               | 0                                                                                | 5                                                                                | 625                                                                              | 324                                                                              | Champion                                                                         | 2                                                                                | 2                                                                                | 0                                                                                | 0                                                                                | 59                                                                               | 44                                                                               | Annulé             |
| 2023                                       | 2023                                       | En cours                                                                         |                                                                                  |                                                                                  |                                                                                  |                                                                                  |                                                                                  |                                                                                  |                                                                                  | -                                                                                |                                                                                  |                                                                                  |                                                                                  |                                                                                  |                                                                                  |                                                                                  |                    |

## Personnalités et joueurs notables
En 2018, la Présidente du club, Colette Tignères, est mise en cause par le Président de la FFR XIII concernant un message qu'elle a publié sur sa page facebook, la veille d'un match entre la France et le Pays de Galles, mise en cause dans la presse à laquelle elle répond par le même canal.
La même année, un ancien de Saint-Estève XIII Catalan rejoint l'équipe sénior : il s'agit de Mathias Pala qui dispute à Baho la dernière saison de sa carrière et remportera avec le club le titre de Champion de France Élite 2 2018-2019.
Au mois de juin 2019, le joueur de Baho nommé au XIII d'or dans la catégorie « Meilleur joueur d'Elite 2 » , Djibryl Dauliac, est victime d'insulte à caractère raciste lors de la cérémonie. 
En 2022, Laurent Garnier est recruté comme entraineur du club. 